# Кабулов, Васил Кабулович
Васил Кабулович Кабулов (узб. Vosil Qobulovich Qobulov / Восил Қобулович Қобулов) — советский математик и кибернетик, хозяйственный, государственный и политический деятель.

## Биография
Родился в 1921 году в Ташкенте. Член ВКП(б) / КПСС с 1944 года.
Участник Великой Отечественной войны. С 1945 года — на хозяйственной, общественной и политической работе. В 1945—2000 гг. — студент, строитель железной дороги, аспирант АН Узбекской ССР, младший, старший научный сотрудник института, руководитель вычислительного центра, заместитель директора Института математики, директор Института механики и вычислительного центра АН Узбекской ССР, директор Института кибернетики с вычислительным центром АН Узбекской ССР
Избирался депутатом Совета Союза Верховного Совета СССР 7-го созыва от Ташкентской области (1966—1970).
Сын В. К. Кабулова, Кабулов Анвар Василович, является профессором математического моделирования и по алгоритмизации Ташкентского университета информационных технологий (ТУИТ) имени аль-Хорезми.
Умер в Ташкенте в 2010 году.

## Труды
- Интегральные уравнения типа баланса и их применение к динамическому расчету стержней и балок / Акад. наук УзССР. Вычислит. центр Ин-та математики им. В. И. Романовского. — Ташкент: Изд-во Акад. наук УзССР, 1961. — 185 с.
- Алгоритмизация в теории упругости и деформационной теории пластичности / АН УзССР. Ин-т кибернетики с Вычислит. центром. — Ташкент: Фан, 1966. — 394 с.
- Алгоритмизация в механике сплошных сред. — Ташкент: Фан, 1979. — 304 с.
- Бионика — наука будущего. — Ташкент: Мехнат, 1985. — 95 с.
- Человек — ЭВМ. — Ташкент: Фан, 1988. — 143, [2] с.
- Кабулов В. К., Назиров Ш. А., Якубов С. Х. Алгоритмизация решения оптимизационных задач. — Ташкент: Фан, 2008. — 204 с.

## Награды
- Орден «Уважаемому народом и Родиной» (27 августа 1998) — за большие заслуги в развитии науки, образования, культуры, здравоохранения и спорта, укреплении независимости страны, повышении духовности, а также достойный вклад в дело сохранения мира и стабильности[6].
- Почётная грамота Кыргызской Республики (16 сентября 2002, Кыргызстан) — за заслуги в области образования, подготовку научных кадров для Кыргызстана[7].
- Лауреат Государственной премии Узбекской ССР имени Бируни (1971)[8]
- Заслуженный деятель науки и техники Узбекской ССР (1977)[8]